# موريس ساتون
موريس ساتون (بالإنجليزية: Maurice Sutton)‏ مواليد 31 يوليو 1989 في ماريلند، هو لاعب كرة سلة أمريكي. بدأ مسيرته الاحترافية في سنة 2013. يلعب في الدوري الفنزويلي لكرة السلة كلاعب وسط. يحمل الرقم 25. يبلغ طوله 6 قدم 11 بوصة (2.1 م). لعب مع أوكلاهوما سيتي بلو وإنريكيو.

## روابط خارجية
- موريس ساتون على موقع سبورتس رفرنس (الإنجليزية)
- موريس ساتون على موقع كرة السلة الأوروبية.كوم (الإنجليزية)
- موريس ساتون على موقع DraftExpress.com (الإنجليزية)
- موريس ساتون على موقع كلية كرة السلة في سبورتس رفرنس.كوم (الإنجليزية)
- موريس ساتون على موقع ريلجم (الإنجليزية)
- موريس ساتون على موقع بروبوليرز (الإنجليزية)
- موريس ساتون على موقع سبورتس رفرنس (الإنجليزية)